# Twin Method
Twin Method — британская рок-группа из Ливерпуля. Выпустили только один альбом — «The Volume of Self».

## История
История группы началась с того, как три брата, Адам, Мэтт, Джейсон и их друг детства Ян встретили Дина в одном Ливерпульском ночном клубе несколько лет тому назад. Робин присоединился к группе в 2005 году, окончательно дополнив состав. Twin Method распалась в начале 2009 года, перед записью их второго альбома.

## Влияние на творчество
На группу оказали воздействие обширные музыкальные влияния. Гитарист Дин вырос на таких группах как Motley Crue и Pantera, вокалист Джейсон вырос на тяжёлых группах Megadeth и Metallica, басист Мэтт всегда любил английский драм-н-бейс, в то время как барабанщик Адам был более заинтригован панк — группами 90-х, NOFX и Green Day, предпочтения Яна находились в диапазоне от Massive Attack до NIN и Soundgarden.

## Состав группы
- Иоаннис «Ян» Ламберти (англ. Ioannis "Yan" Lamberti) — Чистый вокал
- Джейсон Поттикэри (англ. Jason Potticary) — Скрим, иногда чистый вокал
- Дин «Мелвин» Гибней (англ. Dean (Deen) "Melvin" Gibney) — Гитара
- Мэтт Картер (англ. Matt Carter) — Бас-гитара
- Адам Картер (англ. Adam Carter) — Ударные
- Робин Картер (англ. Robin Carter) — Программирование

## Дискография
- The Volume of Self (2006)

Треклист:
1. «…And Yet Inside I’m Screaming» — 3:25
2. «Flawless» — 4:07
3. «Pedegree» — 3:52
4. «Defeated» — 3:55
5. «Stare Through Me» — 2:56
6. «Twelve» — 3:56
7. «The Abrasive» — 3:06
8. «All Becomes Clear» — 3:41
9. «Reality Check» — 3:16
10. «Fake» — 3:45
11. «Lost Signal» — 3:47
12. «I Live , I Smile, I Obey…» — 0:40